# Morte di Marilyn Monroe

Marilyn Monroe

La notte tra il 4 e il 5 agosto 1962 l'attrice venne trovata senza vita nel letto della sua abitazione al 12305 di Fifth Helena Drive, dove viveva da sola con la sua governante Eunice Murray, a causa di un'intossicazione da barbiturici. La morte di Marilyn Monroe suscitò clamore e interesse nell'opinione pubblica statunitense e mondiale.

## Le circostanze antecedenti il decesso
Il giorno prima del decesso, Marilyn aveva più volte tentato di chiamare senza successo il suo  amante Robert Kennedy, (tale affermazione trovò successivamente conferma grazie a un operatore telefonico che riferì di diverse chiamate effettuate dall'attrice all'hotel dove Kennedy risiedeva e dove lasciò numerosi messaggi). L'attrice poi chiamò  il critico letterario e amico Robert Slatzer, a cui confidò la tristezza di non riuscire a mettersi in contatto con Bobby.
Il 4 agosto le aveva telefonato il suo ex marito Arthur Miller, poi verso le 18:30 l'amico massaggiatore Ralph Roberts, al quale aveva risposto lo psichiatra Ralph Greenson dicendo che Marilyn non si trovava in casa, incuriosendo l'amico. L'ultima persona che le fece visita fu la sua addetta stampa, Patricia Newcomb, che la vide molto nervosa.
Altra telefonata, questa volta ricevuta, fu quella di Joe di Maggio junior, il figlio di un altro dei suoi mariti, Joe di Maggio; Isadore Miller, padre di Arthur, non riuscì invece a parlare con lei. Più tardi, verso le 19:30, Marilyn aveva chiamato anche Peter Lawford, cognato del presidente degli Stati Uniti d'America John Fitzgerald Kennedy. Tale telefonata fu confermata dallo stesso Lawford al giornalista Earl Wilson del New York Post solo anni dopo: le aveva telefonato per invitarla a cena, ma lei rifiutò, e nel salutarlo gli disse «goodbye» (che ha il senso di «addio»). Tale saluto insospettì Lawford, che chiamò l'agente di Marilyn Milton Rudin il quale a sua volta cercò di chiamare l'attrice, che aveva telefonato poco prima al poeta Norman Rosten, altro suo amico, col quale prese un appuntamento per vedersi.

## La versione ufficiale

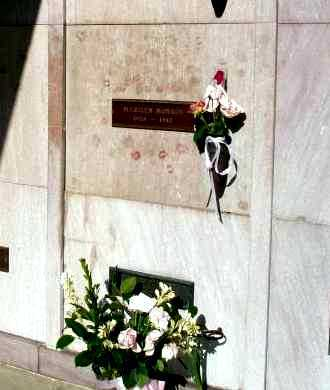
La tomba di Marilyn Monroe

La versione ufficiale riporta che la governante, camminando nel corso della notte per il corridoio, vide la luce della stanza da letto della Monroe accesa, bussò alla porta, ma non ebbe alcuna risposta. Erano le 3.30 circa. Poco dopo, preoccupata, chiamò lo psichiatra che aveva in cura Marilyn, Ralph Greenson. Quest'ultimo, entrato nella camera da letto dell'attrice quando nell'appartamento era intanto giunto anche il medico Hyman Engelberg, ne uscì poco dopo, alle 4.25, annunciando la morte della Monroe. I presenti chiamarono quindi il dipartimento di polizia di Los Angeles.
Le indagini furono affidate al tenente Robert E. Byron. L'attrice si era suicidata ingerendo una dose letale di pentobarbital, 47 pasticche prese insieme a una dose sconosciuta di idrato di cloralio.

## Le altre versioni e le testimonianze

### Chuck Giancana
Secondo quanto scritto nel libro-rivelazione Double Cross da Chuck Giancana, fratello minore di Sam Giancana, uno dei capi più importanti di Cosa nostra statunitense di Chicago negli anni sessanta, quattro sicari agli ordini del boss sarebbero penetrati nella villa di Marilyn Monroe, a Hollywood, nella notte del 4 agosto del 1962 poco dopo che Robert (Bob) Kennedy, ministro della giustizia e fratello del presidente John Fitzgerald Kennedy, aveva lasciato la casa dell'attrice e sua amante. I quattro malavitosi sarebbero riusciti a immobilizzare Marilyn, a spogliarla e a ucciderla con una supposta velenosa. Il movente sarebbe stato quello di vendicarsi di Bob Kennedy, il quale da ministro della giustizia della Nuova Frontiera aveva promosso un'inchiesta senza precedenti sull'organizzazione criminale. L'uccisione di Marilyn sarebbe servita, secondo le dichiarazioni di Chuck Giancana, a gettare l'ombra della responsabilità della sua morte su Bob Kennedy e rovinare così per sempre la sua carriera politica. L'obiettivo sarebbe stato raggiunto solo per metà, costando la vita all'attrice. Quella notte di agosto, Bob Kennedy fece visita a Marilyn: uscito Kennedy, sarebbero entrati i quattro sicari del boss di Chicago con i guanti in plastica per non lasciare impronte digitali, il viso coperto da passamontagna e la scatola con la supposta letale. Le avrebbero tappato la bocca con un tampone e le avrebbero infilato una supposta avvelenata. La supposta avrebbe agito con la stessa rapidità di un'iniezione letale, senza però lasciare tracce sul braccio o sulla gamba che avrebbero insospettito i medici legali durante l'autopsia, che in realtà, confermò questa ipotesi. Nella parte terminale del colon della Monroe si poteva vedere una sfumatura viola, segno, probabilmente, dell'azione della supposta. Ma questa versione è in completo contrasto con le dichiarazioni degli infermieri dell'ambulanza che arrivarono e soccorsero l'attrice riuscendo anche a rianimarla prima dell'intervento del dott. Greenson e dell'iniezione letale al cuore e di tutti gli altri presenti nella casa quella notte.

### Jack Clemmons
A rispondere alla chiamata quella notte fu il sergente Jack Clemmons. Aveva telefonato Engelberg asserendo subito che si trattava di suicidio. Il poliziotto corse, preoccupato che fosse uno scherzo, all'abitazione della diva e nel frattempo chiamò un'altra pattuglia. Le fonti concordano nel dire che sia stato lui il primo ufficiale di polizia a giungere a casa della Monroe.
Eunice Murray gli disse che intorno alle 22.00 si era accorta della luce accesa nella camera della donna, ma non fece nulla trovando il fatto normale, ma verso le 24.00 nuovamente si alzò si avvicinò alla porta, bussò ma nessuno le rispose. Non riuscendo a mettersi in contatto con la donna, preoccupata chiamò Greenson, vi era un buco di ore che venne giustificato affermando che stavano aspettando l'autorizzazione della Fox per avvertire le autorità della morte dell'attrice.
La scena che si presentava al sergente era totalmente confusa, descrisse nel suo rapporto la posizione in cui trovò il cadavere: stesa con la pancia in giù in diagonale, coperta dal lenzuolo, Greenson aggiunse che stava stringendo il telefono quando l'aveva trovata. Clemmons raccontò a Robert Slatzer che si trattava di un evidente omicidio, venne informato dei fatti il capo della polizia William Parker. Tempo dopo, in vista dell'imminente intervista che Clemmons voleva rilasciare al giornalista Walter Winchell sull'accaduto, venne allontanato per sempre.

### Thomas Noguchi
Thomas Noguchi alla morte della Monroe era uno dei vicecoroner della Contea di Los Angeles. L'autopsia gli fu affidata dal suo mentore, il coroner Curphey. La iniziò alle 10.30 del 5 agosto 1962, l'operazione durò 5 ore rivelò circa 8 mg di idrato di cloralio e circa la metà di nembutal nel suo sangue. Terminò dicendo che si trattava di un «avvelenamento acuto di barbiturici» ma lasciando scritto nel rapporto anche «in sospeso». Venne intervistato molte volte sull'accaduto ma non trovando pace chiamò per un consulto il tossicologo R.J. Abernethy e gli spedì le carte che non gli arrivarono mai, che invece furono fotocopiate e archiviate.
Nel 1983 pubblicò un libro, Coroner che descriveva in dettaglio le varie autopsie che aveva eseguito sulle celebrità Nel mese di ottobre del 1985 dirà all'ABC Eyewitness News che durante l'autopsia non riuscì a spiegare le contusioni della donna ritrovate vicino all'anca e sulla schiena, inoltre affermò che lo stomaco era quasi vuoto mentre non aveva trovato tracce di pillole ingerite.

### James Hall
Fra le varie testimonianze oculari vi era quella di James Hall, autista di ambulanze. La sua dichiarazione si colloca in linea temporale prima dell'arrivo della polizia, intorno alle 3.00. Come raccontò ad Anthony Summers, accorrendo a una chiamata lui e un medico trovarono Marilyn in semicoma; prima di trasportarla come richiesto, le fornirono ossigeno con cui la diva si riprese. La volevano portare in un ospedale per semplici controlli ma un medico non meglio identificato prese il corpo della donna e le fece un'iniezione intercardiaca che le spezzò una costola. L'attrice quindi morì davanti ai suoi occhi, e non trovando altre parole definì l'accaduto omicidio. L'iniezione viene riferita anche da un'altra testimonianza, quella di Norman Jeffries, parente di Eunice, tuttofare, avvertito dalla parente.

### Lionel Grandison
Lionel Grandison era un altro dei vicecoroner, il funzionario che firmò il certificato di morte con l'indicazione di suicidio. Affermò in seguito che aveva protestato vivacemente al momento, egli era convinto che non si trattasse di suicidio ma di omicidio e che venne costretto a firmare quel certificato, così come gli era stato sottoposto. Era convinto che quei segni sul corpo dell'attrice che non trovavano spiegazione potessero essere stati provocati da un'iniezione e che i report dell'autopsia fossero stati alterati. Attaccò quindi pesantemente il suo capo, il coroner Theodore Curfey accusandolo di aver orchestrato il tutto.

### John Miner
John Miner era un procuratore che aveva assistito Noguchi durante l'autopsia, fu il primo a dissentire al riguardo dell'ipotesi del suicidio, notava la violenza con il quale quel corpo sembrava essere stato trattato, giungendo a scrivere nel suo rapporto «I can say definitely that it was not suicide»; in seguito corresse le sue affermazioni, volendo dire che non si trattava di un suicidio intenzionale.
In seguito nel programma televisivo Hard Copy dichiarò che durante le indagini vennero trascurati alcuni elementi che non coincidevano con la tesi del suicidio.

### Eunice R. Murray
Eunice R. Murray (1902 - 1994) era la governante e arredatrice d'interni di Marilyn Monroe. Fu secondo la versione ufficiale la prima persona che si allarmò per il destino dell'attrice. Conosceva Ralph Greenson da molto tempo in quanto anni prima fu una sua paziente, e fu lui a chiederle di stare accanto all'attrice in quel periodo.
Durante le varie testimonianze rese cambiò più volte versione fino a quella raccontata nel libro da lei scritto, The last months redatto insieme a Rose Shade, nome da sposata di Rose Murray imparentata con Eunice, pubblicato nel 1975, anche se in realtà si trattava in buona parte di un'intervista rilasciata dalla testimone nell'estate del 1973. Qui raccontò di aver spostato il cadavere, pulito la camera da letto e di aver lavato le lenzuola e i vestiti che indossava la donna. Aveva chiamato, prima della polizia, l'autista della limousine Rudy Kautzsky, che come testimoniò non vide mai il corpo dell'attrice quella sera, e il suo genero Norman Jeffries. Cambiò versione anche per quanto riguarda la posizione in cui trovò il corpo: inizialmente disse di aver trovato il corpo a terra, e poi sul letto nell'intento di effettuare una telefonata e ancora dopo nudo sempre sul letto.
Si trattava degli ultimi giorni di lavoro della donna, in quanto era stata licenziata.

### Ralph Greenson
Romeo Samuel Greenschpoon (1911 – 1979), è stato un celebre psichiatra che ebbe fra i suoi pazienti oltre a Marilyn anche Tony Curtis, Frank Sinatra, Vivien Leigh e altri. Lui fu il primo a trovare il cadavere; durante le indagini emersero, per le sue dichiarazioni, alcuni lati oscuri della vicenda:
- Testimoniò che la donna ingerì un flacone intero di barbiturici: inizialmente non fu trovata traccia di alcun contenitore di acqua o altro liquido vicino al corpo.[44] In seguito venne ritrovato un bicchiere mezzo vuoto vicino al letto dell'attrice,[45] anche se si registrò un guasto nell'impianto idraulico segnalato poco prima dalla governante.[46]
- Testimoniò che infranse il vetro della finestra della camera da letto per entrare nella stanza della donna,[47] chiusa a chiave, ma le tracce, i residui dei frammenti di vetro infranto vennero trovate all'esterno della villa e non nella camera come avrebbe dovuto essere, suggerendo che la finestra fosse stata invece rotta dall'interno.[48]

Intorno alla mezzanotte del 5 agosto, il sergente Lynn Franklin fermò una Mercedes nera vicino a Roxbury Drive, che viaggiava a 120 km all'ora superando di molto il limite massimo di velocità. Alla guida dell'auto vi era Peter Lawford e dietro, riconosciuto dal poliziotto, Bob Kennedy. Vi era una terza persona e quando vide delle foto la riconobbe in Greenson. In seguito rilasciò un'intervista per un documentario francese dove non fece menzione del nome dello psichiatra.

### Bernie Spindel
Bernard Spindel (chiamato Bernie) era un esperto di intercettazioni telefoniche, che aveva collaborato più volte con l'FBI. All'epoca disse di lavorare per Jimmy Hoffa e che da lui ebbe l'incarico di sorvegliare le telefonate che provenivano dalla casa dell'attrice. A suo dire aveva registrato conversazioni di entrambi i fratelli Kennedy ma tali conversazioni vennero sequestrate.
L'esistenza di tali nastri fu confermata da Bill Holt, esperto di esplosivi e dall'avvocato Micheal Morrissey. Secondo la testimonianza di Spindel, si registrò una telefonata nelle prime ore del 5 agosto dove si sentiva chiaramente una voce che chiedeva se una persona fosse morta, come da dichiarazione resa da lui stesso davanti a Frank Hogan.
William Graf poi smentì quanto dichiarato da Spindel. Anni dopo, nel 1983, quando la villa fu comprata dall'attrice Veronica Hamel, durante i piccoli restauri e le nuove installazioni furono trovati dei cavi telefonici aggiuntivi a quelli normalmente usati.

### Bob Kennedy
Dopo anni di indagini private, il giornalista Jay Margolis e lo scrittore Richard Buskin hanno scritto nel 2014 il libro L'omicidio di Marilyn Monroe: Caso chiuso nel quale si menziona Robert Kennedy come il mandante della morte della Monroe. Altri partecipanti al delitto sarebbero stati una delle guardie del corpo di Kennedy, il cognato Peter Lawford e lo psichiatra di Marilyn, il Dr. Ralph Greenson, il quale avrebbe di fatto commesso l'omicidio, somministrando alla donna un'iniezione fatale.
A sostegno di quanto scritto nel libro, i due scrittori riportano dichiarazioni di alcuni testimoni e interviste ad alcuni personaggi coinvolti nella vicenda.
Intorno alla mezzanotte del 5 agosto, Lawford, Bob Kennedy e Greenson, secondo la testimonianza del sergente pluridecorato di Beverly Hills, Lynn Franklin alle 00:10 del 5 agosto 1962, fermò una Lincoln Continental decapottabile nera che andava a fari spenti verso est a 120Km/h su Olympic Boulevard, angolo South Robertson Blvd. 391. Lawford disse all'agente che stavano andando al Beverly Hills Hotel per prendere le valigie di RFK e poi sarebbero andati all'aeroporto. L'agente Franklin disse che stavano andando nella direzione opposta.